# Stadion Miejski w Głogowie
Stadion Miejski w Głogowie – stadion piłkarsko–lekkoatletyczny znajdujący w Głogowie. Na tym obiekcie rozgrywają mecze piłkarze Chrobrego Głogów.

## Położenie
Stadion położony jest przy ulicy Wita Stwosza w Głogowie, we wschodniej części miasta. Obiekt od północy okala zabudowa jednorodzinna wraz z Parkiem Leśnym, od wschodu Osiedle Hutnik, od południa Osiedle Sportowe, a od zachodu Osiedle Żarków. W sąsiedztwie stadionu, od strony wschodniej, przebiega dwupasmowa aleja Kazimierza Wielkiego, która stanowi część drogi wojewódzkiej nr 292.

## Historia
Przed II wojną światową w miejscu obecnego obiektu zbudowano stadion piłkarsko-lekkoatletyczny z żużlową bieżnią, którego budowa trwała w latach 1920–1927, a oficjalne otwarcie odbyło się 21 sierpnia 1927 roku. Po II wojnie światowej stadion odbudowano, a 22 lipca 1948 roku nastąpiło otwarcie obiektu.
19 marca 1980 roku na stadionie doszło do pojedynku Chrobrego Głogów z Legią Warszawa w ramach 1/2 finału Pucharu Polski. Gospodarze przegrali 0:4, a mecz zgromadził 15 000 widzów, co pozostaje rekordem frekwencji obiektu. 
Stadion gościł występy Chrobrego w I lidze (do 2008 roku II liga). Od sezonu 1984/1985 do 1986/1987, w sezonie 1991/1992, od sezonu 1993/1994 do 1996/1997 i ponownie od sezonu 2014/2015.
W 2010 roku stadion został gruntownie przebudowany, m.in. zmodernizowano trybuny, zadaszono trybunę główną, zainstalowano tablicę z wynikami i położono tartanową, sześciotorową bieżnie lekkoatletyczną. Obiekt po remoncie otworzono 20 kwietnia 2010 roku, główna płyta stadionu miała wymiary 105 x 68 metrów, a trybuny mogły pomieścić 3817 widzów, w tym 2817 miejsc siedzących (2000 pod dachem). W 2012 roku stadion doczekał się oświetlenia, dzięki jupiterom o mocy 1400 lux można rozgrywać mecze wieczorami. W 2021 roku zainstalowano podgrzewanie murawy.
Najczęściej obiekt wypełnia się przy okazji derbowych konfrontacji, choćby z Miedzią Legnica, ale także występów w Pucharze Polski – mecz z Lechem Poznań.